# Răcoasa
Răcoasa – wieś w Rumunii, w okręgu Vrancea, w gminie Răcoasa. W 2011 roku liczyła 110
mieszkańców